# Powódź w Mozambiku (2000)
Powódź w Mozambiku (2000) – klęska żywiołowa, do której doszło w lutym i marcu 2000 roku w południowo-wschodniej Afryce. Katastrofalna w skutkach powódź spowodowana była obfitymi opadami deszczu, które trwały przez pięć tygodni. Wszystkie główne rzeki na południu kraju wystąpiły z brzegów. W wyniku powodzi zginęło około 700 osób, a blisko 250 000 osób straciło swoje domy. Była to najgorsza w skutkach powódź od 50 lat, jaka nawiedziła Mozambik. Do zalania rozległych obszarów tego kraju mogło przyczynić się nieprawidłowe zarządzanie tamami przed jazami na terenach Południowej Afryki i Zimbabwe, czego efektem było nagłe spuszczenie wód powodziowych z przepełnionych i osłabionych zbiorników.
Według szacunków 2 miliony osób (ok. 12% wszystkich mieszkańców) dotkliwie odczuło skutki żywiołu. Dotkniętych zostało 1400 km² gruntów ornych, a 20 000 sztuk bydła zaginęło i prawdopodobnie zatonęło. Ponad 90% mozambickiego systemu kanałów nawadniających uległo zniszczeniu. Bezpośrednie koszty związane ze skutkami powodzi oszacowano na poziomie 273 mln USD, a koszty odbudowy wyceniono na 428 mln USD.

## Historia meteorologiczna
W październiku i listopadzie 1999 roku w Mozambiku wystąpiły obfite opady deszczu, które powtórzyły się w styczniu 2000 roku. Przed końcem stycznia 2000 roku opady doprowadziły do wystąpienia z brzegów rzek Komati, Mbuluzi i Limpopo, skutkując zalaniem części stolicy państwa, Maputo. 24 stycznia, w obrębie dystryktu Chokwé, rzeka Limpopo przekroczyła dwukrotnie swój normalny poziom, osiągając 6 metrów. W niektórych obszarach Mozambiku deszcz trwający przez niespełna dwa tygodnie wypełnił dwuletnią normę opadów. Poziom opadów deszczu, trwających od grudnia 1999 roku do marca 2000 roku, był najwyższym, jaki zarejestrowano od 1951 roku.
Kiedy pod koniec lutego wody powodziowe zaczęły opadać, do wybrzeża Mozambiku dotarł cyklon Eline. 22 lutego długotrwały cyklon tropikalny Eline, bezpośrednio po osiągnięciu intensywności szczytowej, uderzył w wybrzeże, około 80 km na południe od miasta Beira. Przed końcem lutego, zgodnie z raportem UNICEF USA, sytuację uznano za najgorszą klęskę żywiołową w państwie w XX wieku.

## Skutki

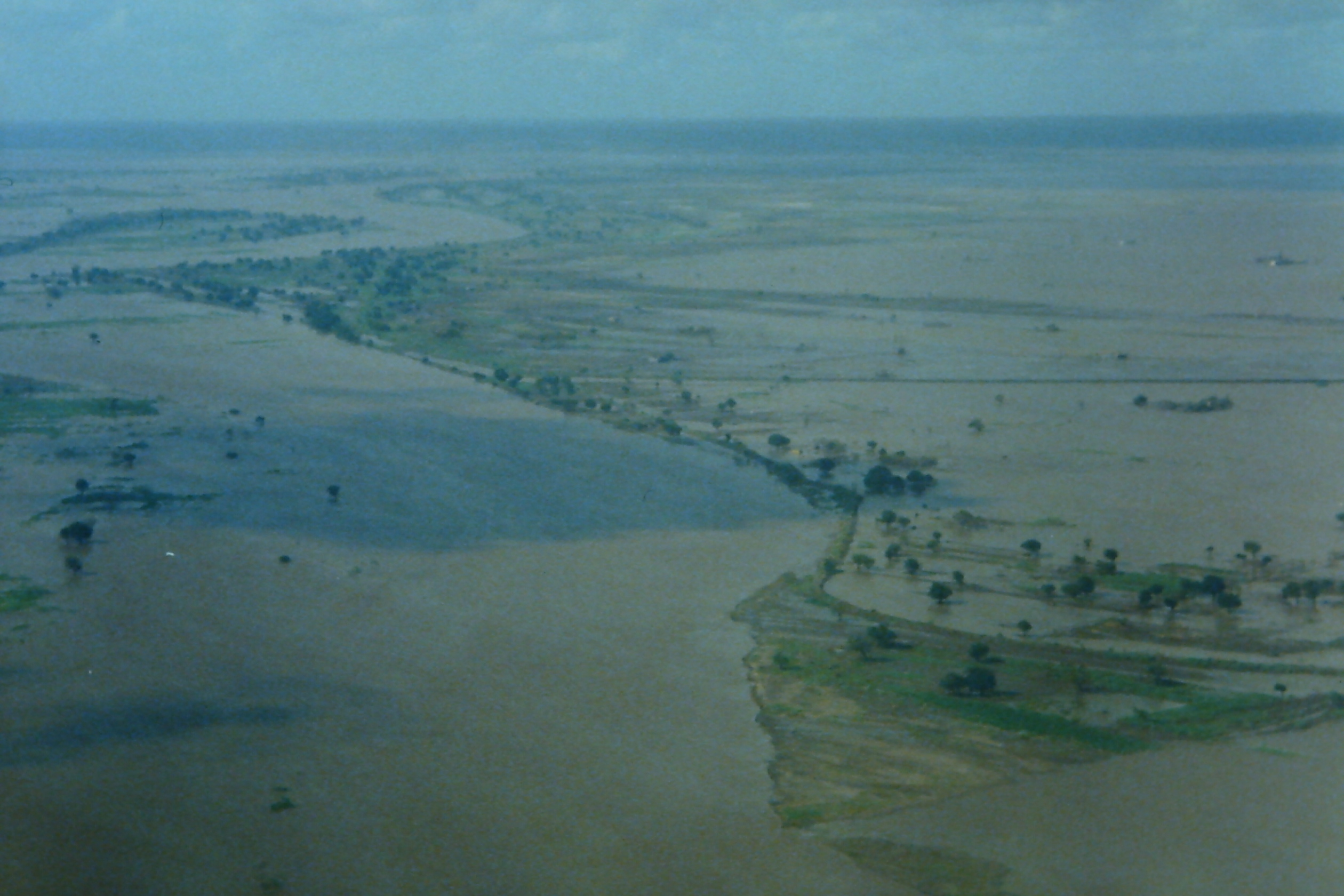
Rzeka Limpopo podtapiająca okolice

Pod koniec lutego odnotowano wiele przypadków malarii i biegunki spowodowanych powodzią. Żywioł doprowadził do zniszczenia lub uszkodzenia dróg, mostów oraz innego rodzaju infrastruktury. Główna droga Mozambiku prowadząca z północy na południe została zalana w trzech różnych lokalizacjach, co sprawiło, że podróż lądowa między Maputo a Beirą stała się niemożliwa. Zanim w wybrzeże Mozambiku uderzył cyklon Eline blisko 200 000 osób straciło domy, a co najmniej 150 innych zginęło.
Według szacunków łączne skutki wcześniejszych powodzi oraz cyklonu Eline to blisko 500 000 przesiedleńców lub bezdomnych, z czego około 46 000 to dzieci poniżej 5. roku życia. Ostatecznie wcześniejsze powodzie i te spowodowane przez cyklon Eline doprowadziły do śmierci około 700 osób, z czego połowa w Chokwé. Straty oszacowane zostały na 500 mln USD (uwzględniając inflację, 2020: ok. 750 mln USD), a tempo wzrostu produktu krajowego brutto spadło z 10% do 2%. Cyklon i powodzie znacznie utrudniły postęp ekonomiczny, który miał miejsce w Mozambiku w latach 90. począwszy od końca wojny domowej.

## Pomoc międzynarodowa
Rząd Mozambiku miał ograniczone możliwości, aby przeciwstawić się skutkom klęski żywiołowej, więc zmuszony był szukać pomocy od społeczności międzynarodowej. Od lutego do marca 2000 roku przedstawiciele rządu wysłali pisma z prośbami o pomoc z zewnątrz, co poskutkowało deklaracją wsparcia finansowego w wysokości ok. 162 mln USD. Środki te przeznaczono głównie na żywność, odbudowę infrastruktury oraz materiały ratownicze. Z tych funduszy sfinansowano akcje prowadzone przez liczne międzynarodowe organizacje i instytucje państwowe, dzięki czemu uratowano 53 000 osób, a także udzielono niezbędnej pomocy blisko 676 700 osobom oraz rozpoczęto proces przesiedlania ludności.
Polska
W 2000 roku polskie Ministerstwo Spraw Zagranicznych przeznaczyło z rezerw celowych budżetu państwa na pomoc humanitarną dla Mozambiku 100 000 PLN. Na początku marca 2000 roku, w reakcji na skutki powodzi w Mozambiku, katolicka organizacja Caritas Polska przeznaczyła na pomoc ofiarom tragedii kwotę w wysokości 200 000 PLN. Warszawskie biuro Polskiej Akcji Humanitarnej zorganizowało koncert S.O.S Mozambik na rzecz ofiar powodzi w Mozambiku, który odbył się 5 maja 2000 roku. Podczas koncertu, który odbył się w Studiu Koncertowym Polskiego Radia im. Witolda Lutosławskiego wystąpiły takie zespoły jak: Voo Voo, Big Cyc oraz Ich  Troje. Kwota uzyskana ze zbiórki wyniosła niespełna 3500 PLN, którą wsparł Polkomtel dotacją w wysokości 8000 PLN. Z kolei ZHP w swoich kwaterach zorganizował na rzecz mieszkańców Mozambiku zbiórki i inne akcje.